# Polypterus endlicherii
Polypterus endlicherii is een straalvinnige vissensoort uit de familie van de kwastsnoeken (Polypteridae). De wetenschappelijke naam van de soort is voor het eerst geldig gepubliceerd in 1847 door Heckel.